# Resultados do Carnaval de São Paulo em 2012
Nesta página estão listados os resultados dos concursos de escolas de samba do carnaval de São Paulo do ano de 2012. Os desfiles no Sambódromo do Anhembi foram realizados entre os dias 17 e 24 de fevereiro de 2012. Após a extinção da Super Liga das Escolas de Samba de São Paulo no ano anterior, todas as escolas participantes do concurso estavam filiadas à Liga Independente das Escolas de Samba de São Paulo pela primeira vez em 4 anos.

## Escolas de samba

### Grupo Especial
O carnaval deste ano ficou marcado pela confusão generalizada que interrompeu a apuração antes de seu final, quando um integrante do Império de Casa Verde, Tiago Ciro Tadeu Faria, invadiu a mesa apuradora durante a leitura das notas do último quesito, Comissão de Frente, arrancou os papeis da mão do locutor e posteriormente os rasgou. Membros de outras agremiações também entraram no local, depredando-o e jogando envelopes para o ar, além de danificar troféus e arremessar cadeiras e mesas. A apuração já havia iniciado com um atraso de 30 minutos devido a uma reunião sobre a troca de dois jurados. Na saída do Sambódromo, torcedores dos Gaviões da Fiel derrubaram grades e atearam fogo em uma alegoria da Pérola Negra. O tumulto generalizado suspendeu a leitura das notas faltando dois módulos para o final e atrasou o início da apuração do Grupo de Acesso. Cerca de cinco horas após a apuração ser paralisada, o resultado final foi proclamado após uma reunião entre a LigaSP e os presidentes das agremiações, com o anúncio da anulação das notas do primeiro julgador do quesito Comissão de Frente e a manutenção do quadro de classificação até o momento da interrupção. Como consequência do tumulto, a apuração das notas passou a ser realizada sem a presença de público a partir do ano seguinte, seis escolas foram multadas pela Liga e o Império de Casa Verde teve os direitos políticos suspensos por seis meses, além de deixar de receber as verbas repassadas pela Prefeitura para 2013.
Com o resultado proclamado, a Mocidade Alegre conquistou seu oitavo título de campeã com um desfile baseado na obra Tenda dos Milagres, do poeta baiano Jorge Amado, que completou 100 anos em 2012. O enredo "Ojuobá - No céu os olhos do rei... Na terra a morada dos milagres... No coração um Obá muito amado!" foi assinado pelos carnavalescos Márcio Gonçalves e Sidnei França, que venceram pela segunda vez. A Rosas de Ouro conquistou o vice-campeonato com dois décimos de diferença para a campeã. A escola homenageou a Hungria e o empresário e apresentador Roberto Justus, filho de imigrantes húngaros. Campeã do ano anterior, o Vai-Vai terminou em terceiro lugar com um enredo patrocinado pela marca Bombril sobre a força das mulheres na sociedade. Após seis anos na elite, Pérola Negra foi rebaixada para o Grupo de Acesso. Recém-promovido ao Grupo Especial, o Camisa Verde e Branco se classificou em último lugar sendo rebaixado de volta para a segunda divisão.
Ordem de Desfile
| Sexta-feira (17/02/2012) | Sábado (18/02/2012) |
| 1. Camisa Verde e Branco 2. Império de Casa Verde 3. X-9 Paulistana 4. Vai-Vai 5. Rosas de Ouro 6. Acadêmicos do Tucuruvi 7. Mancha Verde | 1. Dragões da Real 2. Pérola Negra 3. Mocidade Alegre 4. Águia de Ouro 5. Unidos de Vila Maria 6. Gaviões da Fiel 7. Tom Maior |

Mapa de Notas
Abaixo o mapa de notas da apuração do Grupo Especial:

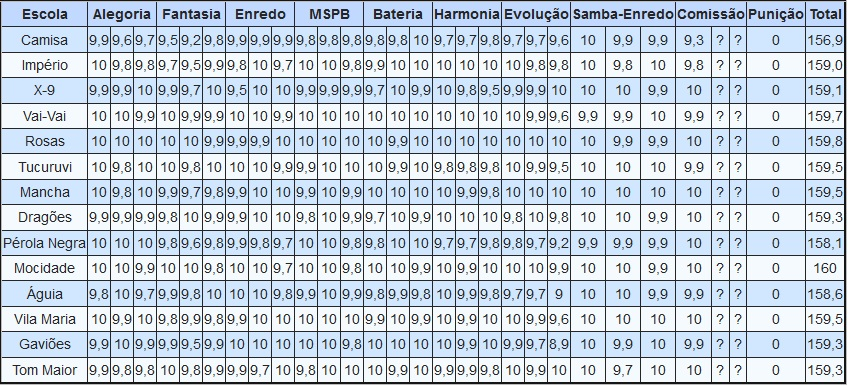
Mapa de apuração

Classificação
| Legenda: Campeã Rebaixada |

| Col. | Escola                 | Enredo | Pontos |
| ---- | ---------------------- | --- | ------ |
| 1    | Mocidade Alegre        | Ojuobá - No céu os olhos do rei... Na terra a morada dos milagres... No coração um Obá muito amado!            | 160    |
| 2    | Rosas de Ouro          | Hungria, o Reino dos Justus                                                                                    | 159,8  |
| 3    | Vai-Vai                | Mulheres Que Brilham – A força feminina no progresso social e cultural do país                                 | 159,7  |
| 4    | Mancha Verde           | Pelas mãos do mensageiro do axé, a lição de Odu - Obará: a humildade                                           | 159,5  |
| 5    | Unidos de Vila Maria   | A Força infinita da criação, Vila Maria feita a mão                                                            | 159,5  |
| 6    | Acadêmicos do Tucuruvi | O esplendor da África no reinado da folia                                                                      | 159,5  |
| 7    | Tom Maior              | Paz na terra, aos homens de boa vontade                                                                        | 159,3  |
| 8    | Dragões da Real        | Mães, ventre da vida essência do amor                                                                          | 159,3  |
| 9    | Gaviões da Fiel        | Verás que o filho fiel não foge a luta: Lula, o retrato de uma nação                                           | 159,3  |
| 10   | X-9 Paulistana         | Trazendo para os braços do povo o coração do Brasil, a X-9 Paulistana desbrava os corações desta gente varonil | 159,1  |
| 11   | Império de Casa Verde  | Na ótica do meu Império, o foco é você                                                                         | 159,0  |
| 12   | Águia de Ouro          | Tropicália! Da paz e do amor! O movimento que não acabou                                                       | 158,6  |
| 13   | Pérola Negra           | A pedra que canta também samba - Itanhaém, hoje a Pérola é você!                                               | 158,1  |
| 14   | Camisa Verde e Branco  | É o amor... | 156,9  |

### Grupo de Acesso
Nenê de Vila Matilde venceu o Grupo de Acesso e foi promovida para o Grupo Especial, de onde havia sido rebaixada no ano anterior, com um enredo sobre Chica da Silva. Vice-campeã, Acadêmicos do Tatuapé também foi promovida a primeira divisão, de onde estava afastado desde 2006, com um desfile em homenagem a cantora e política Leci Brandão. A escola conquistou o acesso superando a Leandro de Itaquera nos critérios de desempate. Após o acesso, Leci se tornou madrinha da agremiação. Última colocada, Unidos de São Lucas foi rebaixada para o Grupo 1 da UESP
Classificação
| Legenda: Promovida Rebaixada |

| Col. | Escola                      | Enredo | Pontos |
| ---- | --------------------------- | --- | ------ |
| 1    | Nenê de Vila Matilde        | Chica convida... No palácio da Nenê, a festa é para você!                                                 | 179,8  |
| 2    | Acadêmicos do Tatuapé       | Da arte do samba, nasci para a comunidade, defesa e essência, sou guerreira, sou Leci Brandão!            | 179,3  |
| 3    | Leandro de Itaquera         | Meio ambiente, um caminho de solidariedade e sustentabilidade                                             | 179,3  |
| 4    | Estrela do Terceiro Milênio | Quem sabe muitas vezes não diz, quem diz muitas vezes não sabe. Sabedoria é o segredo da vida             | 179,1  |
| 5    | Morro da Casa Verde         | Guerreiros não morrem jamais! Salve Jorge, olhai por nós... Salve Morro da Casa Verde, 50 anos de glórias | 178,6  |
| 6    | Unidos do Peruche           | Vamos fugir do juízo final... Ainda há tempo, vamos ter juízo afinal                                      | 178,6  |
| 7    | Imperador do Ipiranga       | Tente alcançar a lua, que no mínimo alcançará as estrelas                                                 | 178,2  |
| 8    | Unidos de São Lucas         | Um maluco do rock, no samba beleza                                                                        | 172,3  |

### Grupo 1 -UESP
Classificação
| Legenda: Promovida Rebaixada |

| Col. | Escola                  | Enredo | Pontos |
| ---- | ----------------------- | --- | ------ |
| 1    | Unidos de Santa Bárbara | A fé é a minha bandeira. Sou Santa Bárbara, da pedra pequena a guerreira, num canto afro de festas e devoção. Com o axé dos orixás, vou conquistar seu coração | 259,7  |
| 2    | União Imperial          | O criador, a criação e a criatura | 259,5  |
| 3    | Torcida Jovem do Santos | Santos camisa 100! Sua bandeira no mastro é a história de um passado e um presente só de glórias!                                                              | 259,1  |
| 4    | Barroca Zona Sul        | Triunfante marrom, Alcione em verde e rosa! | 258,6  |
| 5    | Uirapuru da Mooca       | Alegria que contagia, Uirapuru 35 anos é só alegria... Sorria!                                                                                                 | 258,5  |
| 6    | Prova de Fogo           | Entre laços e fitas, a Prova de Fogo é uma festa nordestina nesse carnaval                                                                                     | 258    |
| 7    | Mocidade Unida da Mooca | A Mooca é pura energia | 257,2  |
| 8    | Dom Bosco               | Da verde flora Aíris ao gigante das Américas: Aricanduva, mito paulistano no coração da Zona Leste                                                             | 257,2  |
| 9    | TUP                     | Acuti, Cuty e Acutia: a terra dos encontros e partidas, parceiro do desenvolvimento, celeiro da natureza... E a TUP em verso e prosa vem cantar                | 255,4  |
| 10   | Flor da Vila Dalila     | Na vida do homem e da natureza, a eterna busca do renascimento                                                                                                 | 254,5  |
| 11   | Flor de Liz             | Dá ciência à comunhão dos deuses - Fé, o vasto oceano da verdade                                                                                               | 254,2  |
| 12   | Primeira da Aclimação   | O planeta em busca da cura. Aquecimento global, a consciência é de todos                                                                                       | 229,6  |

### Grupo 2 -UESP
Classificação
| Legenda: Promovida Rebaixada |

| Col. | Escola                   | Enredo | Pontos |
| ---- | ------------------------ | --- | ------ |
| 1    | Camisa 12                | Menino, cacique, cardeal... Um sambista imortal! Alberto Alves da Silva, Seu Nenê, eternamente em nossos corações | 160,2  |
| 2    | Colorado do Brás         | Quem sonha não desiste de lutar                                                                                   | 160,1  |
| 3    | Tradição Albertinense    | Na força da fé e devoção, a festa que é do povo é dos reis e da tradição                                          | 160    |
| 4    | Unidos de São Miguel     | Amigo, hoje minha inspiração se ligou em você                                                                     | 159,8  |
| 5    | Combinados de Sapopemba  | Cordel: A história que o povo conta                                                                               | 159,6  |
| 6    | Os Bambas                | Nada melhor que um final de semana                                                                                | 159,1  |
| 7    | Império Lapeano          | Nossos filhos merecem viver em um mundo melhor. Está nas minhas e nas tuas mãos                                   | 158,2  |
| 8    | Valença de Perus         | Um sonho de criança: delírio e ilusão no mundo da imaginação                                                      | 157,1  |
| 9    | Príncipe Negro           | Príncipe Negro na festa de Hallowen                                                                               | 155,7  |
| 10   | União de Vila Albertina  | 22 por 22, a União da Vila Albertina vem comemorar os noventa anos da semana de arte moderna                      | 155,6  |
| 11   | Unidos do Vale Encantado | Vale encantado e o calendário da vida                                                                             | 154    |
| 12   | Só Vou Se Você For       | No caminho da luz, a energia nos conduz                                                                           | 153,8  |

### Grupo 3 -UESP
Classificação
| Legenda: Promovida Rebaixada |

| Col. | Escola                  | Enredo                                                                        | Pontos |
| ---- | ----------------------- | ----------------------------------------------------------------------------- | ------ |
| 1    | Amizade Zona Leste      | Candoblé                                                                      | 180,2  |
| 2    | Independente Tricolor   | A Independente apresenta: as sete novas maravilhas do mundo                   | 179,8  |
| 3    | Acadêmicos do Ipiranga  | Em ritmos africanos à musicália brasileira... Academia do Ipiranga dá o tom   | 179,7  |
| 4    | Brinco da Marquesa      | Sou jóia rara da marquesa                                                     | 179,6  |
| 5    | Unidos de Guaianases    | Vamos virar este jogo!                                                        | 179    |
| 6    | Passo de Ouro           | Cuíca de ouro: Homenagem ao mestre Osvaldinho da Cuíca                        | 178,6  |
| 7    | Mocidade Robruense      | São Paulo: O trânsito nosso de cada dia                                       | 176,8  |
| 8    | Folha Verde             | Padroeira da Fé                                                               | 176,6  |
| 9    | Imperatriz da Paulicéia | Um carnaval dos carnavais: o passeio da coroa pelas folias do mundo           | 176,1  |
| 10   | Portela da Zona Sul     | Sou fantasia, cor e emoção. Com sorriso de criança vou conquistar seu coração | 175,8  |
| 11   | Iracema Meu Grande Amor | Divina mistura: samba e feijoada                                              | 175,4  |
| 12   | Estação Invernada       | S.O.S Planeta Terra, a mãe natureza clama pela vida!                          | 166,9  |

### Grupo 4 -UESP
Classificação
| Legenda: Promovida |

| Col. | Escola                         | Enredo                                                                                         | Pontos |
| ---- | ------------------------------ | ---------------------------------------------------------------------------------------------- | ------ |
| 1    | São Jorge                      | Respeitável público: O circo chegou!                                                           | 89,6   |
| 2    | União Independente da Zona Sul | Da Grécia para o mundo, Vinho o néctar dos deuses                                              | 89,4   |
| 3    | Dragões de Vila Alpina         | Um voo ao passado, relembrando meus carnavais. Parabéns Dragões, 35 anos de emoções            | 85,6   |
| 4    | Acadêmicos do Jaraguá          | Brincar, viver, sonhar... crescer pra quê? A aventura de ser criança                           | 84,7   |
| 5    | Boêmios da Vila                | Neste palco de alegria... A Boêmios vem mostrar que a música anda de mãos dadas com a educação | 82     |
| 6    | Lavapés                        | Terra, um presente para preservar!                                                             | 78,8   |
| 7    | Explosão da Zona Norte         | Lendas e costumes, o tesouro de folclórico de suas regiões                                     | 77,3   |

## Blocos

### Blocos Especiais

#### Classificação
| Legenda: Promovida |

| Col. | Escola                           | Enredo | Pontos |
| ---- | -------------------------------- | --- | ------ |
| 1    | Chorões da Tia Gê                | Respeitável público, o circo do povo chegou                                                                                            | 151,8  |
| 2    | Vovó Bolão                       | Um sonho colorido da Vovó | 151,5  |
| 3    | União da Trindade                | O Circo | 150,1  |
| 4    | Pavilhão 9                       | Superação! De comunidade sofrida e marginalizada aos triunfos de ser faveka                                                            | 149,9  |
| 5    | Caprichosos de Piqueri           | Respeitável público! Na passarela da alegria,a Caprichosos mostra toda sua folia                                                       | 149,9  |
| 6    | Caprichosos da Zona Sul          | Os quatro elementos da natureza | 149,9  |
| 7    | Unidos do Pé Grande              | Paixão nacional: Cerveja | 149,9  |
| 8    | Mocidade Amazonense              | Amazonense apimentando o Parque da Luz                                                                                                 | 149,8  |
| 9    | Não empurra que é pior           | Educação | 149,8  |
| 10   | Unidos do Guaraú                 | Delírio total, hoje tem baile de carnaval                                                                                              | 149,8  |
| 11   | Mocidade Independente Zona Leste | Sol, verão e muita praia- A Mocidade Independente faz do asfalto seu o seu mar de prazer                                               | 149,7  |
| 12   | Garotos da Vila Maria            | Pantagrama, estrela guia dos mistérios da humanidade                                                                                   | 149,2  |
| 13   | Unidos de Vila Carmosina         | Nos 100 anos da Vila Progresso venham brincar e dançar nas festas dos movimentos populares e vejam as conquistas dos direitos sociais. | 116,9  |